# 巴勒斯坦阿拉伯語
巴勒斯坦阿拉伯语是巴勒斯坦人（包括1948年以色列建国后仍留在巴勒斯坦的人）说的一种黎凡特阿拉伯语的方言。巴勒斯坦阿拉伯语有来自中东及语言欧洲的词汇。乡村的巴勒斯坦阿拉伯语有一些与众不同的特征。例如将字母qaf发作kaf，这点将其与其他阿拉伯语变体区分开来。城市的巴勒斯坦阿拉伯语与北黎凡特阿拉伯语（如叙利亚和黎巴嫩的阿拉伯语）更为相像。

## 與其他黎凡特阿拉伯语方言的不同之處
巴勒斯坦阿拉伯语与黎凡特阿拉伯语的其他方言（如叙利亚阿拉伯语、黎巴嫩阿拉伯语）有着显著区别。但是巴勒斯坦阿拉伯语内部也有不同。
巴勒斯坦阿拉伯语的一个显著特征是，带有ء（Hamza）的动词未完成式发作“o”音。如标准语中的“吃”的未完成式是“آكل（'ākulu）”，在巴勒斯坦通常说作“بوكل（bōkel）”（“b”是代表现在时的前缀）。所以在加利利，“我在吃”是“ana bōkel”，而不像叙利亚一样是“ana bākul”。然而，南部的贝都因人也说“ana bākul”。
巴勒斯坦阿拉伯语与埃及阿拉伯语也有一些相似之处，这点将它与北黎凡特阿拉伯语区分开：
- 词汇方面：“像……一样”在埃及和巴勒斯坦的一些地方是“زي（zayy）”。而在巴勒斯坦的另一些地方，却是“مثل（mitl）”，与叙利亚和黎巴嫩一样。
- 语法方面：巴勒斯坦（除了巴勒斯坦的贝都因人）与埃及一样，用后缀“ش（-sh, IPA: /ʃ/）”来否定动词。

## 次方言
巴勒斯坦阿拉伯语可分为三个方言：
- 城市巴勒斯坦阿拉伯语
- 农村巴勒斯坦阿拉伯语
- 贝都因巴勒斯坦阿拉伯语

这些方言中，城市方言最接近叙利亚和黎巴嫩的北黎凡特阿拉伯語，而贝都因方言更接近阿拉伯半岛的阿拉伯语。因为贝都因人在文化、语言、习俗、血统上更接近阿拉伯半岛的阿拉伯人，而当地其他人则有亚拉姆人、犹太人、希腊人的血统，但是数个世纪以来在文化和语言上经过阿拉伯化后对阿拉伯人产生了民族认同。
一般而言，农村方言地位较低而城市方言地位较高，这点与其他其他地区的阿拉伯语类似。但是贝都因方言却广泛使用，其使用者甚至包括接受过大学教育的贝都因人。虽然其他阿拉伯裔以色列人看不起贝都因方言，贝都因人（包括受过大学教育的人）在非正式场合讲话时却经常带有其方言的基本特征（如将字母qāf读成g音）。与此类似，Triangle的人越来越少将kāf发作/tʃ/，而这在內蓋夫却仍很常见。然而，二十世纪六十年代从內蓋夫迁至卢德和拉姆拉的人却趋向于接受标准的城市方言。

## 与标准阿拉伯语的不同之处

### 限制性从句
与其他阿拉伯语口语一样，现代标准阿拉伯语中的限制性从句标记“الذي، التي، اللذان، اللتان، الذين، اللاتي”被单一形式إللي /ʔilːi/取代。

### 间接宾语
助词li-引导间接宾语时与前面的单词融为一体。标准阿拉伯语的qultu lahu /qultu lahuː/变成了ultillo /ʔultilˈlo/、qultillo /qultilˈlo/或kultillo /kultilˈlo/，而Katabtu laha /katabtu lahaː/ 在巴勒斯坦阿拉伯语中则是Katabtilha /katabtilˈha/。

### 疑问词
| 现代标准阿拉伯语 | 巴勒斯坦阿拉伯语                             | 翻译     |
| ---------------- | -------------------------------------------- | -------- |
| لماذا Limāðā     | ليش /ˈleʃ/                                   | 为什么   |
| ماذا māðā        | ايش /ˈʔeʃ/或شو /ˈʃu/                         | 什么     |
| كيف Kayfa        | كيف Kīf /ˈkif ~ ˈkef/                        | 怎样     |
| متى matā         | إيمتى ēmtā /ˈʔemta ~ ˈʔɛmta/或وينتى /ˈwenta/ | 什么时候 |
| أين ayna         | وين /ˈwēn/                                   | 哪里     |
| من man           | مين /ˈmēn/                                   | 谁       |

## 其他语言的影响
巴勒斯坦的不同方言反映了历史上巴勒斯坦经阿拉伯化的进程。据犹太教和基督教的亚拉姆语文献记载，公元七世纪之前，这块地方主要讲的是亚拉姆语，上层社会及商人讲希腊语，少数人讲希伯来语。当时，讲阿拉伯语的人居住在约旦扎爾卡、安曼、卡拉克之外的沙漠地区，并且对巴勒斯坦的语言没有明显影响。相反，他们喜欢将亚拉姆语作为书面语言。
巴勒斯坦经历了几波阿拉伯化。阿拉伯人占领当地后，上层阶级为了维持正常活动，迅速掌握了阿拉伯语。而将亚拉姆语的普通人则在已阿拉伯化的精英阶层的影响下，逐渐讲了阿拉伯语。

### 巴勒斯坦-希伯来阿拉伯语
阿拉伯裔以色列人使用一些希伯来语借词，如יֶשׁ‬（用于体育运动中的欢呼），无法从字面上翻译成阿拉伯语。Givat Haviva犹太-阿拉伯和平研究中心（Givat Haviva's Jewish-Arab Center for Peace）的社会语言学博士 David Mendelson 认为，以色列人讲的阿拉伯语中的希伯来语借词有同义的阿拉伯语词。巴伊兰大学 （Bar-Ilan University）的语言学家 Mohammed Omara 称，一些研究人员把以色列的阿拉伯人讲的阿拉伯语称作“Arabrew”。巴勒斯坦-希伯来阿拉伯语中的一些希伯来语借词包括：
- רַמְזוֹר‬ （交通燈）
- שַׁמֶּנֶת‬ （酸奶油）
- בְּסֵדֶר‬ （OK，好的）
- כּוֹכָבִית‬ （星號）
- פלאפון‬ （手机）阿拉伯人通常读作“belfon”。

巴勒斯坦地区的巴勒斯坦人将以色列的巴勒斯坦人称为“b'seder阿拉伯人”，因为他们把“好的”这个词说成希伯来语的借词。然而像 רַמְזוֹר‬（交通灯）、 מַחְסוֹם‬（路障）等词经已成为巴勒斯坦口语的一部分。这些借词通常经过了阿拉伯化，以反映南黎凡特阿拉伯语和阿拉伯人、米茲拉希猶太人讲的希伯来语的语音特点。
2009年的电影《遠離阿雅米》即用巴勒斯坦-希伯来阿拉伯语播出。